# 卡雷爾二世 (奧萊希尼察)
卡雷爾二世（捷克語：Karel II. Minsterberský，1545年4月15日—1617年1月28日），奧萊希尼察公爵，因德日赫二世之子，1565年至1617年在位。

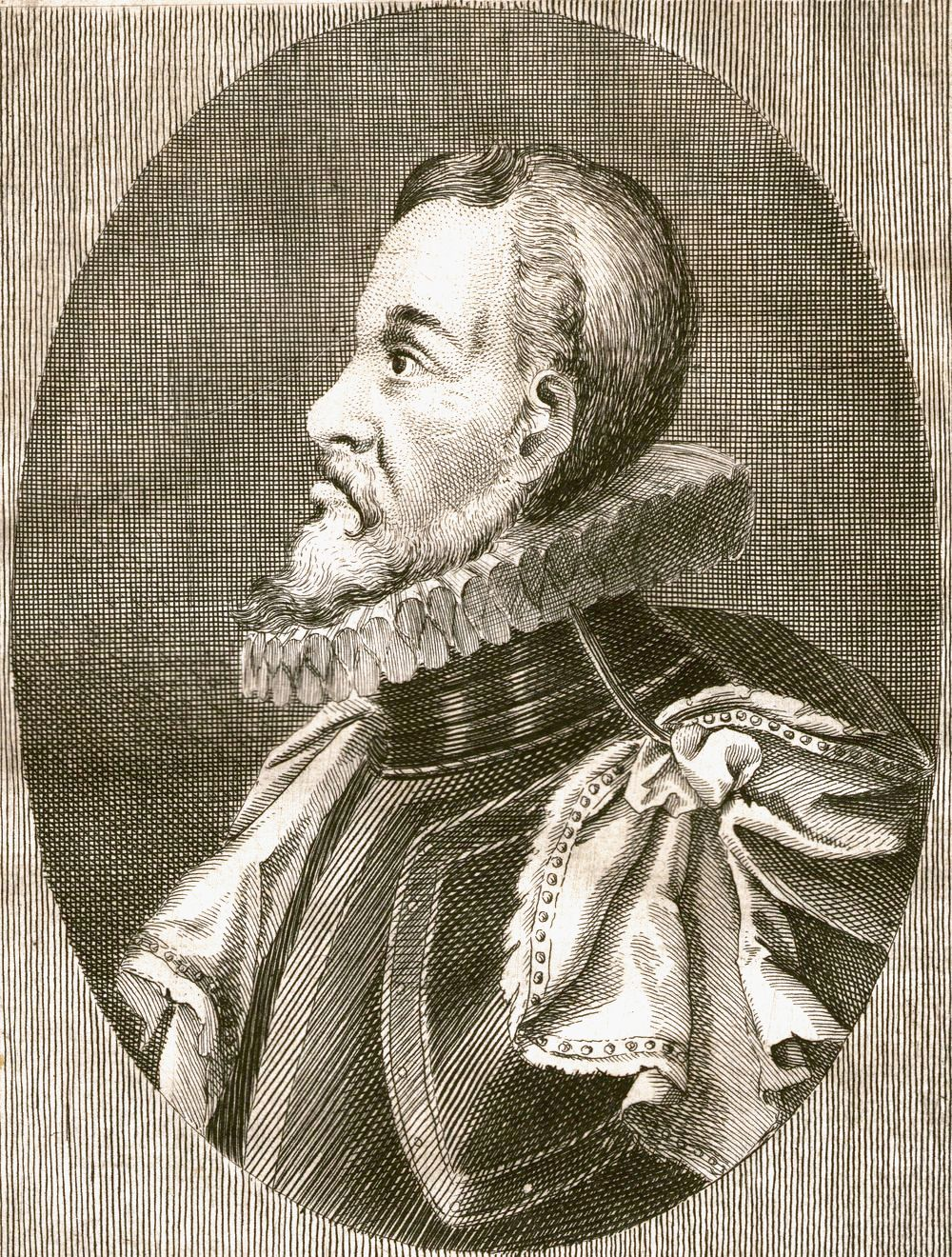

## 家庭
1585年，卡雷爾和布熱格公爵傑日二世的女兒艾爾茲別塔結婚，兩人共有2子2女：
1. 因德日赫·瓦茨拉夫（1592年—1639年）
2. 卡雷爾·貝德日赫（1593年—1647年）
3. 艾莉絲卡（1599年—1631年）
4. 索菲亞（1601年—1659年）